# Чупавци 4: Нападају твој свемир
Чупавци 4: Нападају твој свемир (енгл. Critters 4: They're Invading Your Space) је амерички хорор комични филм из 1992. године, режисера  Руперта Харвија, са Доном Китом Опером, Теренсом Маном, Анџелом Басет и Бредом Дурифом у главним улогама. Директан је наставак филма Чупавци 3: Оно си што једу из 1991. и четврти је део филмске пенталогије Чупавци.
Опер и Ман су једини чланови глумачке поставе који се враћају из претходних делова. За разлику од претходних делова, радња филма је смештена у свемиру.
Филм је директно дистрибуиран као видео и сниман је упоредно са својим претходником. Због веома негативних критика и комерцијалног неуспеха овог дела, снимање нових наставака је обустављено све до 2019, када серијал добија и пети део, под насловом Чупавци 5: Чупавци нападају!, у коме се Ди Волас враћа у главну улогу.

## Радња
Након догађаја из трећег дела, Чупавци се буде на свемирској станици, у будућности. Укрцавају се на један свемирски брод и започињу масакр над посадом брода...

## Улоге
| Глумац         | Улога               |
| -------------- | ------------------- |
| Дон Кит Опер   | Чарли Мекфејден     |
| Теренс Ман     | Аг / саветник Тетра |
| Анџела Басет   | Фран                |
| Бред Дуриф     | Алберт Берт         |
| Ен Ремзи       | др Мекормик         |
| Пол Виторн     | Итан                |
| Андерс Хов     | капетан Рик Батрам  |
| Ерик Даре      | Берни               |
| Мартина Бесвик | Анџелин глас        |